# 高麗共産青年会
高麗共産青年会（こうらいきょうさんせいねんかい、朝鮮語: 고려공산청년회）は、日本統治時代の朝鮮で活動した青年組織である。略称は「高麗共青」あるいは「共青」。高麗共産青年同盟とよばれることもある。
朝鮮共産党創立翌日の1925年4月18日、ソウルで朴憲永 · 曺奉岩らによって秘密裏に結成された。朝鮮共産党が在外組織づくりを進める中で、1926年5月、高麗共産青年会満州総局が発足。1927年5月には、朝鮮共産党日本部とともに高麗共産青年同盟日本部（責任秘書：韓林）が結成された。
治安維持法による弾圧を受け、解体と再建を繰り返したが、1928年7月の第4次朝鮮共産党事件ののちコミンテルン第6回大会で同党の承認が取り消されると、高麗共産青年会も解散を余儀なくされた。